# Barbula eubryum
Barbula eubryum là một loài Rêu trong họ Pottiaceae. Loài này được Müll. Hal. mô tả khoa học đầu tiên năm 1879.